# Appell an den Hausverstand
Der Appell an den Hausverstand (englisch appeal to common sense) ist ein Fehlschluss. Hierbei wird angenommen, dass die Annahmen und Schlussfolgerungen einer Person einen allgemein bekannten Sachverhalt widerspiegeln. Der Appell an den Hausverstand ist ein Spezialfall der angeblichen Gewissheit.
Der Appell an den Hausverstand hat die folgende logische Form:
„Es sagt einem der Hausverstand, dass X wahr ist. Deshalb ist X wahr.“